# Franco Mosca
Franco Mosca (Biella, 1910 – Milano, 2003) è stato un illustratore e pittore italiano.

## Biografia
Franco Mosca nacque a Biella nel 1910. Illustratore e cartellonista, è stato l'autore di manifesti pubblicitari per numerose industrie e società tra le quali FIAT e Piaggio. Il suo stile richiama la grafica di Gino Boccasile presso la cui agenzia, l'Acta di Milano, lavorò intorno alla metà degli anni trenta. 

Rimangono famose alcune pubblicità degli anni cinquanta/sessanta caratterizzate da procaci figure femminili sul modello delle pin-up americane. 
E'stato il presidente dell'Associazione Italiana Artisti Pubblicitari dal 1955 al 1977.